# Eva Šuranová
Eva Šuranová (née Kucmanová le 24 avril 1946 à Ózd en Hongrie et morte le 31 décembre 2016) est une athlète tchèque spécialiste du saut en longueur et qui concourait alors sous les couleurs de la Tchécoslovaquie. Licenciée au Slávia Bratislava, club devenu depuis slovaque, elle mesure 1,72 m pour 58 kg.

## Carrière

### Palmarès
| Date | Compétition           | Lieu   | Résultat | Performance |
| ---- | --------------------- | ------ | -------- | ----------- |
| 1972 | Jeux olympiques d'été | Munich | 3e       | 6,67 m      |
| 1974 | Championnats d'Europe | Rome   | 2e       | 6,65 m      |

### Records
| Épreuve          | Performance | Lieu   | Date |
| ---------------- | ----------- | ------ | ---- |
| Saut en longueur | 6,67 m      | Munich | 1972 |